# Méryem Oumezdi
Méryem Oumezdi (Arabisch: مريم أموزيدي) (Marokko, 13 januari 1968) is een voormalige atlete uit Marokko.
Op de Olympische Zomerspelen van Seoul in 1988 nam Oumezdi deel aan de 100 meter sprint. Ze liep een tijd van 11,90 seconde in de kwalificatieronde.
- World Athletics: 14386220